# Pristimantis orcesi
Espèce
Synonymes
- Eleutherodactylus orcesi Lynch, 1972

Statut de conservation UICN

 LC  : Préoccupation mineure
Pristimantis orcesi est une espèce d'amphibiens de la famille des Craugastoridae.

## Répartition
Cette espèce est endémique du centre de l'Équateur. Elle se rencontre dans les provinces de Bolívar et de Pichincha entre 3 160 et 3 800 m d'altitude.

## Étymologie
Cette espèce est nommée en l'honneur de Gustavo Edmundo Orcés Villagómez.

## Publication originale
- Lynch, 1972 : Two new species of frogs (Eleutherodactylus: Leptodactylidae) from the paramos of northern Ecuador. Herpetologica, vol. 28, no 2, p. 141-147.